# Châtres-sur-Cher
Châtres-sur-Cher és un municipi francès, situat al departament del Loir i Cher i a la regió de Centre – Vall del Loira. L'any 2007 tenia 1.075 habitants.

## Demografia

### Població
El 2007 la població de fet de Châtres-sur-Cher era de 1.075 persones. Hi havia 495 famílies, de les quals 177 eren unipersonals (64 homes vivint sols i 113 dones vivint soles), 165 parelles sense fills, 105 parelles amb fills i 48 famílies monoparentals amb fills.
La població ha evolucionat segons el següent gràfic:
Habitants censats

### Habitatges
El 2007 hi havia 704 habitatges, 497 eren l'habitatge principal de la família, 146 eren segones residències i 62 estaven desocupats. 694 eren cases i 8 eren apartaments. Dels 497 habitatges principals, 371 estaven ocupats pels seus propietaris, 110 estaven llogats i ocupats pels llogaters i 16 estaven cedits a títol gratuït; 3 tenien una cambra, 44 en tenien dues, 144 en tenien tres, 172 en tenien quatre i 134 en tenien cinc o més. 401 habitatges disposaven pel capbaix d'una plaça de pàrquing. A 249 habitatges hi havia un automòbil i a 152 n'hi havia dos o més.

### Piràmide de població
La piràmide de població per edats i sexe el 2009 era:
| Homes | Edats   | Dones |
| ----- | ------- | ----- |
| 4     | 95 o +  | 0     |
| 8     | 90 a 94 | 12    |
| 16    | 85 a 89 | 64    |
| 16    | 80 a 84 | 16    |
| 56    | 75 a 79 | 44    |
| 24    | 70 a 74 | 36    |
| 28    | 65 a 69 | 40    |
| 48    | 60 a 64 | 28    |
| 20    | 55 a 59 | 20    |
| 32    | 50 a 54 | 28    |
| 48    | 45 a 49 | 52    |
| 36    | 40 a 44 | 16    |
| 32    | 35 a 39 | 44    |
| 40    | 30 a 34 | 24    |
| 20    | 25 a 29 | 24    |
| 32    | 20 a 24 | 16    |
| 8     | 15 a 19 | 28    |
| 32    | 10 a 14 | 28    |
| 24    | 5 a 9   | 40    |
| 16    | 0 a 4   | 16    |

## Economia
El 2007 la població en edat de treballar era de 574 persones, 412 eren actives i 162 eren inactives. De les 412 persones actives 363 estaven ocupades (186 homes i 177 dones) i 49 estaven aturades (25 homes i 24 dones). De les 162 persones inactives 70 estaven jubilades, 34 estaven estudiant i 58 estaven classificades com a «altres inactius».

### Ingressos
El 2009 a Châtres-sur-Cher hi havia 508 unitats fiscals que integraven 1.051,5 persones, la mediana anual d'ingressos fiscals per persona era de 17.605 €.

### Activitats econòmiques
Dels 34 establiments que hi havia el 2007, 1 era d'una empresa extractiva, 2 d'empreses alimentàries, 1 d'una empresa de fabricació d'altres productes industrials, 7 d'empreses de construcció, 7 d'empreses de comerç i reparació d'automòbils, 1 d'una empresa de transport, 3 d'empreses d'hostatgeria i restauració, 1 d'una empresa financera, 3 d'empreses de serveis, 5 d'entitats de l'administració pública i 3 d'empreses classificades com a «altres activitats de serveis».
Dels 13 establiments de servei als particulars que hi havia el 2009, 1 era una oficina de correu, 1 una oficina bancària, 1 taller de reparació d'automòbils i de material agrícola, 1 paleta, 2 guixaires pintors, 3 lampisteries, 2 perruqueries i 2 restaurants.
Dels 5 establiments comercials que hi havia el 2009, 1 era una gran superfície de material de bricolatge, 1 una botiga de més de 120 m², 1 una botiga de menys de 120 m², 1 una fleca i 1 una joieria.
L'any 2000 a Châtres-sur-Cher hi havia 7 explotacions agrícoles que ocupaven un total de 309 hectàrees.

## Equipaments sanitaris i escolars
L'únic equipament sanitari que hi havia el 2009 era una farmàcia.
El 2009 hi havia una escola elemental.

## Poblacions més properes
El següent diagrama mostra les poblacions més properes.